# 最愛 (映画)
『最愛』（さいあい、原題：最愛）は、2011年に制作された中国映画。1990年代の貧困にあえぐ中国の農村で起きた、売血によってHIV（エイズ）が村人に蔓延した実話を映画化した作品。日本ではシネマート六本木、シネマート心斎橋にて開催された「2012－2013　冬の香港傑作映画まつり」でデジタル上映された。

## キャスト
- 商琴琴（チンチン）：チャン・ツィイー
- 趙得意（ダーイー）：アーロン・クォック
- 趙斉全：プー・ツンシン
- 趙柱：タオ・ザール
- ジャン・ウェン（特別友情出演）
- ルー・チュアン（特別友情出演）

## スタッフ
- 監督：クー・チャンウェイ
- 製作：ビル・コン
- 脚本：クー・チャンウェイ、ヤン・ウェイウェイ
- 撮影：ヤン・タオ、クリストファー・ドイル

## 受賞
- 第6回ローマ国際映画祭個性的女優賞（チャン・ツィイー）